# Hongosmylites longus
Hongosmylites longus là một loài côn trùng thuộc bộ Neuroptera. Loài này được Hong miêu tả năm 1996.